# Parlamento
Parlamento ist ein  osttimoresischer Suco im Verwaltungsamt Lautém (Gemeinde Lautém).

## Geographie

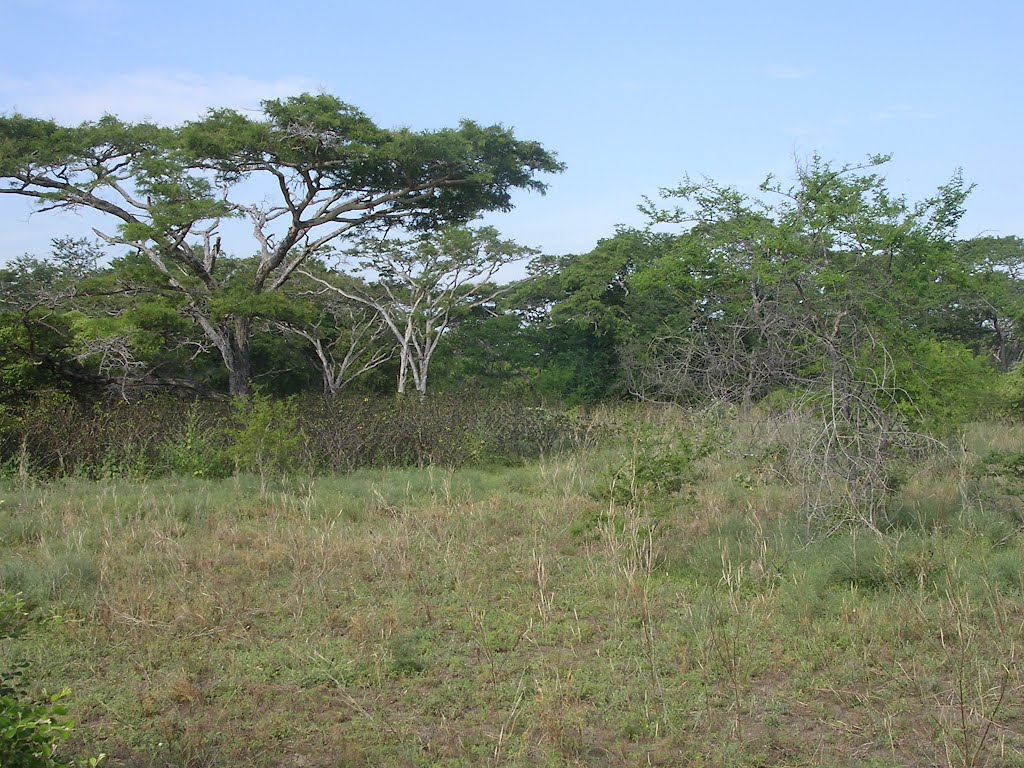
Typische Küstensavanne in Parlamento

Bei der Gebietsreform 2015 wurden die Grenzen Parlamentos nicht verändert. Die Fläche des Sucos beträgt 82,15 km². Der Suco liegt an der Nordküste Timors, an der Straße von Wetar. Im Osten grenzt es an den Suco Com, im Westen an den Suco Pairara. Im Süden liegt das Verwaltungsamt Lospalos mit seinen Sucos Raça und Bauro. Im Süden befindet sich mit 576 m auf dem Plateau von Nári die höchste Erhebung des für timoresische Verhältnisse niedrig gelegenen Sucos. Zwei Kaps liegen im Norden: Ponta Luturo Váti, der nördlichste Punkt der Insel Timor, und etwas südwestlich davon der Ponta Iracuro.
Der Ort Parlamento liegt im Westen des Sucos auf einer Meereshöhe von 281 m. Direkt an ihn grenzt nördlich das Dorf Moro (Muro), etwas weiter nach Westen liegen die Siedlungen Iparira, Serenica und Laiara. An der Nordwestecke des Sucos liegt direkt an der Küste der Ort Liarafa. Im Nordosten befinden sich die Dörfer Soiquilli (Soikili) und Ira'ara (Ira-Ara, Iraara). Kleine Straßen verbinden die Dörfer mit der Außenwelt. Die nördliche Küstenstraße, einer der wichtigsten Verkehrswege, führt durch den Norden des Sucos und verbindet ihn mit der Landeshauptstadt Dili im Westen und dem Ort Com im Osten. Eine weitere wichtige Straße führt hier von der Küstenstraße nach Süden zur Gemeindehauptstadt Lospalos. Entlang der Ostgrenze führt eine Nebenstraße von Bauro nach Com. Grundschulen befinden sich in Moro, Soiquili und Ira'ara. In Ira'ara befindet sich die Quelle Lutu Ira.
In Parlamento befinden sich die fünf Aldeias Iparira, Ira'ara, Laiara, Moro und Soiquili.

## Einwohner
Der Suco hat 2.679 Einwohner (2022), davon sind 1.316 Männer und 1.363 Frauen. Im Suco gibt es 490 Haushalte. Fast 90 % der Einwohner geben Fataluku als ihre Muttersprache an. Fast 7 % sprechen Makasae, 3 % Tetum Prasa.

## Geschichte

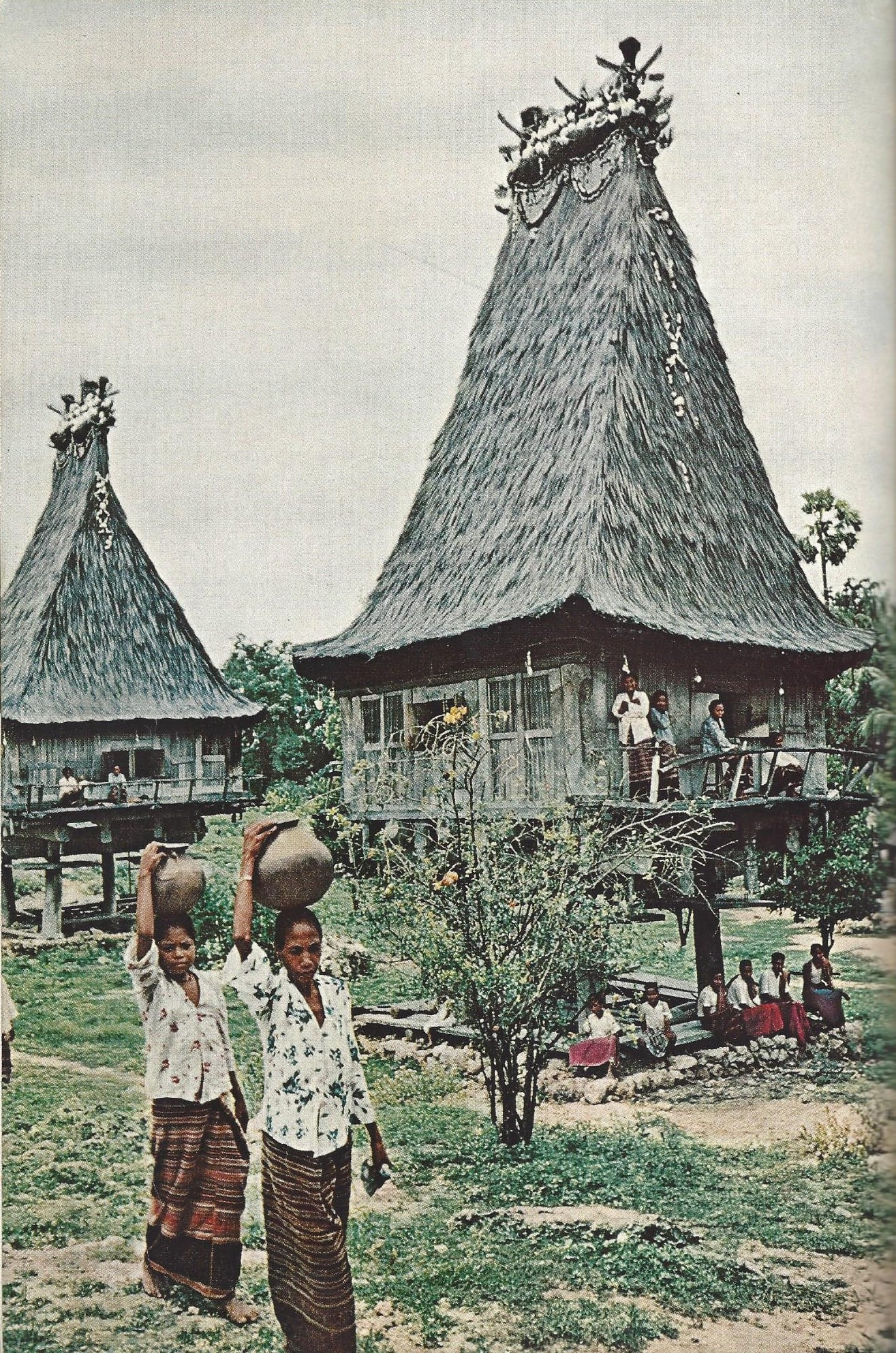
Moro (1962)

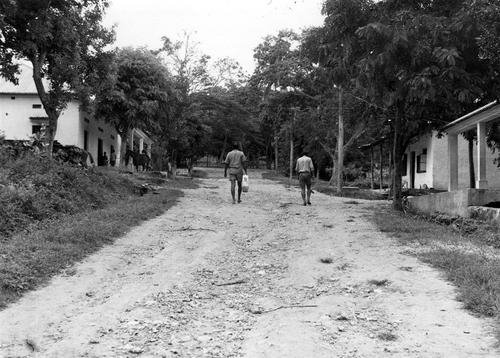
Moro (1967)

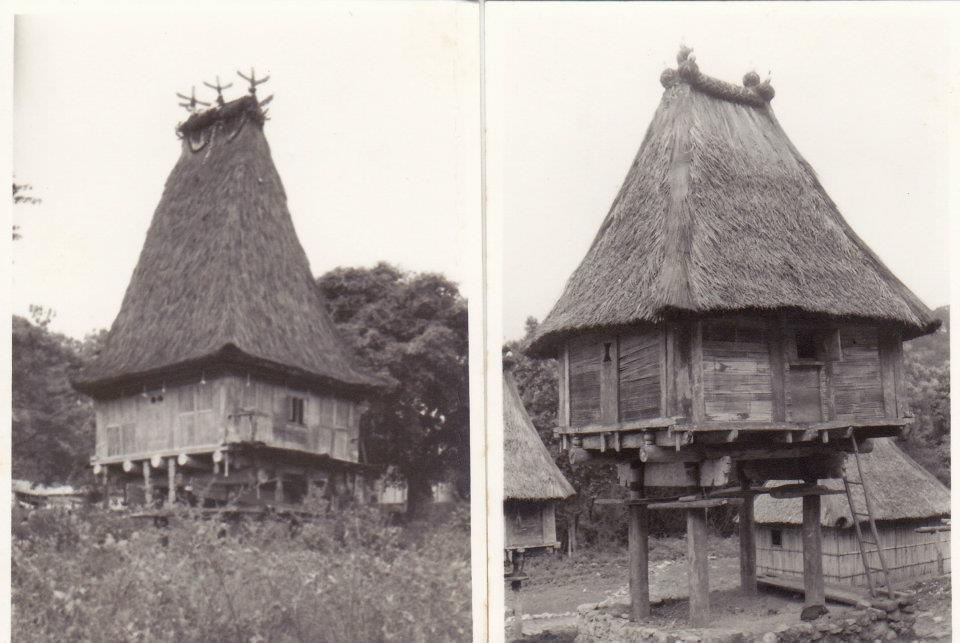
Heilige Häuser in Moro (1970)

Oberhalb vom Ort Moro steht die Tranqueira Vasino, eine historische Festungsanlage, in der der Ahnherr der Region beerdigt sein soll. Der Ort wurde ab der zweiten Hälfte des 14. Jahrhunderts besiedelt. Die Befestigungsmauern dürften 250 Jahre jünger sein. Die Siedlung wurde vor etwa 200 Jahren aufgegeben.
Nach der Unabhängigkeitserklärung Osttimors 1975 begann Indonesien mit einer großangelegten Invasion in das Nachbarland. Bis Oktober 1976 war auch der Ort Lautém und die Verbindungsstraße Richtung Lospalos unter indonesischer Kontrolle, doch erst 1977 begannen die Indonesier Osttimor auch in der Fläche besetzt. In Parlamento wurden 2000 Einwohner aus der ganzen Gemeinde interniert. Keiner durfte sich vom Lager mehr als 100 Meter entfernen, eine Versorgung mit Lebensmittel durch die Streitkräfte Indonesiens erfolgte nicht. Täglich starben zwei bis fünf Menschen. Nur wenn ein indonesisches Kriegsschiff im Hafen von Lautém anlegte, erhielten einige Internierte zwei Dosen Reis pro Tag für ihre Arbeit beim Entladen des Schiffes.

## Politik
1969 wurde Armindo da Conceição Silva Chefe de Suco von Parlamento.
Bei den Wahlen von 2004/2005 wurde Angelo Calvão (Carvão?) Silva zum Chefe de Suco gewählt und 2009 und 2016 in seinem Amt bestätigt.

## Persönlichkeiten
- Armindo da Conceição Silva (1945–2018), Freiheitskämpfer und Politiker aus Moro
- Edmundo de Conceição Silva (* 1946), Verwaltungsbeamter und pro-indonesischer Milizionär aus Moro